# Autol
Autol è un comune spagnolo di 4.039 (censimento del 2007) abitanti situato nella comunità autonoma di La Rioja e attraversato dal fiume Cidacos.

## Storia
Sebbene non esistano prove documentali, l'origine romana della città è testimoniata dal fatto che probabilmente la via che comunicava tra loro l'antica Calagurris Iulia (ovvero l'attuale Calahorra) e Grávalos, seguendo il corso del fiume Cidacos, deve avere portato allo sviluppo della realtà cittadina di Autol.
Il ritrovamento di alcune ceramiche di origine celtiberica scoperti nel 1994 ai piedi del castello della città, fa risalire con molta probabilità la nascita di Autol al VI secolo a.C. Questo fa pensare che le origini stesse del castello, non siano arabe, così come mostrato dai suoi resti, bensì molto più antiche, e legate alla necessità strategica di controllare il flusso di uomini e merci che attraversava la via romana e il corso del Cidacos.
La prima testimonianza storica di Autol risale all'anno 939 con il nome di Abtole. Esiste infatti un documento scritto che attesta l'offerta di un voto perpetuo da parte del conte di Castiglia Ferdinando Gonzales, prima di guidare il suo esercito contro quello del califfo di Cordova Abd al-Rahman III, fatto nel santuario di San Millán de la Cogolla. Dopo la vittoria nella battaglia di Simancas, la popolazione cittadina si impegnò ad offrire perpetuamente al santo vino e pane per ogni nucleo familiare. A causa della sua posizione di frontiera, Autol venne conquistata numerose volte, prima nel Regno di Navarra nel 1076, poi in quello di Castiglia nel 1115 e infine nel 1134 in quello di Aragona.
Autol passò definitivamente nei possedimenti del Regno di Castiglia nel 1176 quando, grazie ad un arbitrato del sovrano inglese Enrico II, richiesto per dirimere la questione di appartenenza di Autol tra il sovrano Sancho VI di Navarra e Alfonso VIII di Castiglia, Enrico assegnò il castello e la città al sovrano castigliano. Questo passaggio di consegne è tuttora testimoniato nell'emblema cittadino dal leone rampante che tiene una alabarda a simboleggiare appunto la corona inglese. Nel 1262 il castello di Autol, fu una delle quattro fortezze che Giacomo II di Aragona diede in dono ad Alonso Lopez de Haro.